# Біюк-Сонак
Біюк-Сунак (після 1948 року Чирки; крим.: Büyük Sunaq, Буюк Сунакъ) — зникле село в Джанкойському районі Криму, що розташовувалося на півночі району, в степовій частині Криму, біля берега залива Сиваша, що осихає, приблизно в 2 км на захід від сучасного села Дрібноводне .
Село відоме як місце народження кримськотатарського політика та громадського діяча Номана Челебіджіхана (народився в Біюк-Сунаку у 1885 році).

### Динаміка чисельності населення
| - 1805 — 246 ос. - 1864 — 26 ос. - 1889 — 88 ос. - 1892 — 0 ос. | - 1900 — 77 ос. - 1915 — 27/2 ос. - 1926 — 90 чел. |

## Історія
Перша документальна згадка села зустрічається в Камеральному Описі Криму … 1784 року, судячи з якого, в останній період Кримського ханства Б'юк Сонак належав до Діп Чонгарського кадилика Перекопського каймаканства. Після анексії Кримського ханства Росією (8) 19 квітня 1783 року, (8) 19 лютого 1784 року, іменним указом Катерини II сенату, на території колишнього Кримського Ханства була утворена Таврійська область і село було приписано до Перекопського повіту. Після Павловських реформ, з 1796 по 1802 рік, входила до Перекопського повіту Новоросійської губернії. За новим адміністративним поділом, після створення 8 (20) жовтня 1802 Таврійської губернії, Біюк-Сунак ло включене до складу Біюк-Тузакчинської волості Перекопського повіту.
За Відомістю про всі селища в Перекопському повіті, що складаються з показанням в якій волості скільки числом дворів і душ … від 21 жовтня 1805 в селі Біюк-Сунак числилося 29 дворів, 196 кримських татар, 33 ясира і 17 циган. На військово-топографічній карті генерал-майора Мухіна 1817 року село Біюк сунак позначено з 33 дворами. Після реформи волосного поділу 1829 Біюк-Сунак, згідно «Відомості про казенні волості Таврійської губернії 1829», залишився в складі Тузакчинської волості. На карті 1842 Біюк-Сунак позначений з 31 двором.
У 1860-х роках, після земської реформи Олександра II, її приписали до Ішуньської волості . У «Списку населених місць Таврійської губернії за даними 1864», складеному за результатами VIII ревізії 1864, Біюк-Сунак — володарське татарське село, з 7 дворами і 26 жителями при колодязях. На триверстової карті 1865—1876 в селі Біюк-Сунак ті ж 7 дворів. За «Пам'ятною книжкою Таврійської губернії за 1867 рік», село стояло покинуте, зважаючи на еміграцію кримських татар, особливо масової після Кримської війни 1853—1856 років, до Туреччини. За «Пам'ятною книгою Таврійської губернії 1889», за результатами Х ревізії 1887, в селі Біюк-Сунак числилося 17 дворів і 88 жителів.
Після земської реформи 1890 року Біюк-Сунак віднесли до Богемської волості . У «Пам'ятній книжці Таврійської губернії на 1892 рік» у відомостях про Богемську волость жодних даних про село, крім назви, не наведено. За «…Пам'ятною книжкою Таврійської губернії на 1900 рік» у селищі Біюк-Сунак числилося 77 осіб у 22 дворах. За Статистичним довідником Таврійської губернії. ч. Друга. Статистичний нарис, випуск п'ятий Перекопський повіт, 1915 рік, у селі Біюк-Сунак (В. Важничаго) Богемської волості Перекопського повіту було 8 дворів з кримськотатарським населенням у кількості 27 осіб приписних жителів і 2 — «сторонніх».
Після встановлення в Криму Радянської влади за постановою Кримрівкому від 8 січня 1921 року № 206 «Про зміну адміністративних кордонів» було скасовано волосну систему і у складі Джанкойського повіту було створено Джанкойський район. У 1922 повіти перетворили на округи. 11 жовтня 1923 року, згідно з постановою ВЦВК, до адміністративного поділу Кримської АРСР було внесено зміни, внаслідок яких округи було ліквідовано, основною адміністративною одиницею став Джанкойський район і село включили до його складу. Згідно зі Списком населених пунктів Кримської АРСР по Всесоюзному перепису 17 грудня 1926 року, в селі Біюк-Сунак, Тереклинської сільради Джанкойського району, було 17 дворів, всі селянські, населення становило 90 осіб, з них 52 росіян та 38 українців. На докладній карті РСЧА північного Криму 1941 року в Біюк-Сунаку відзначено 28 дворів.
У 1944 році, після очищення Криму від нацистів та депортації кримських татар, 12 серпня 1944 року було прийнято постанову № ГОКО-6372с «Про переселення колгоспників у райони Криму» та у вересні 1944 року в район приїхали перші новосели (27 сімей) з Кам'янець-Подільської та Київської областей, а на початку 1950-х років була друга хвиля переселенців з різних областей України. З 25 червня 1946 селище у складі Кримської області РРФСР . Указом Президії Верховної Ради РРФСР від 18 травня 1948 року Біюк-Сунак перейменували на Чирки. 26 квітня 1954 року Кримська область була передана зі складу РРФСР до складу УРСР. Час включення до Завіт-Ленінської сільради поки що не встановлено: на 15 червня 1960 року село вже значилося в його складі. Ліквідовано в період між 1968 роком, коли село ще вважалося у складі Завіт-Ленінської сільської ради і 1977-го, коли Чирки вже значилися у списку ліквідованих.

## Уродженці
- Челебіджіхан Номан (1885—1918) — кримськотатарський політичний і державний діяч. Один з організаторів першого Курултаю, перший голова уряду проголошеної в 1917 році Кримської народної республіки, перший муфтій мусульман Криму, Литви, Польщі і Білорусі.